# Le Grand Toscano
Le Grand Toscano est une œuvre d'Igor Mitoraj. C'est l'une des œuvres d'art de la Défense, en France.

## Description
L'œuvre prend la forme d'un buste géant tronqué.

## Historique
L'œuvre est installée en 1983.